# Elionor d'Àustria
Elionor d'Àustria (Lovaina, 15 de novembre de 1498 - Talavera la Real, 25 de febrer del 1558) va ser una infanta de Castella i d'Aragó, filla dels reis Joana I i Felip I de Castella. Va ser reina consort de Portugal (1518-1521) pel seu matrimoni Manuel I, però el matrimoni va ser molt breu. El seu fillastre, Joan III, va evitar la seva entrada en un convent, tot i que la reina vídua va retirar-se i va dedicar-se a l'oració. Arran de la Pau de Cambrai va esdevenir reina consort de França (1530-1547) en ser casada amb el rei Francesc I. En tornar a enviudar, va incorporar-se a la cort del seu germà i eventualment va tornar a Castella.

## Orígens familiars
Nascuda el 15 de novembre de 1498 a la cort de Brussel·les, va ser la filla primogènita de l'arxiduc Felip el Formós i la llavors princesa Joana de Castella. Era neta per línia paterna de Maximilià I d'Àustria i de Maria de Borgonya, i per línia materna de Ferran II d'Aragó i d'Isabel I de Castella. Va ser germana dels emperadors romanogermànics Carles V i Ferran I.

## Reina de Portugal
Després que el seu pare refusés algunes propostes de matrimoni del duc de Lorena i els reis de Dinamarca i de Navarra, va ser destinada per casar-se amb el príncep hereu de Portugal, el futur Joan III. No obstant això, finalment va haver de fer-ho amb el pare d'aquest, el rei Manuel I, que havia quedat vidu del seu segon matrimoni i va agradar-li el retrat d'Elionor que havien enviat a la cort. El rei va decidir anul·lar el prometatge anterior i va acordar el casament, que va ser ben rebut a Castella.
La cerimònia per poders es va fer a Saragossa el 16 de juliol de 1518, i conclosos els contractes matrimonials, la infanta va marxar cap a Portugal, on va ser rebuda pel seu marit a Crato, on el 24 de novembre es van celebrar importants festes per l'arribada de la reina. El 25 de novembre de 1518 es casà a Lisboa amb el rei Manuel I de Portugal.
D'aquesta unió nasqueren els infants: Carles de Portugal (1520-1521) i Maria de Portugal (1521-1577), senyora de Viseu.

### Viduïtat i retir
A causa del disgust d'haver quedat vídua ràpidament, Elionor va voler marxar de palau i internar-se al convent d'Odivelas, però Joan III li ho va impedir i finalment la reina es va retirar a Xabregas, on va fer vida pràcticament idèntica a la d'una religiosa professa.

## Reina de França
En virtut de la Pau de les Dames, signada entre el seu germà, l'emperador Carles V, i el rei Francesc I de França, per tal d'asserenar les tensions entre les dues potències. Va suposar la renúncia a ambicions territorials per part de tots, a més del prometatge d'Elionor amb el rei de França, vidu de la seva primera muller, que comportava també un dot d'un milió d'escuts.
En el seu camí cap a França va estar acompanyada del bisbe de Mallorca, Diego Ribera de Toledo. El matrimoni es va celebrar el 4 de juliol de 1530 a l'abadia de Capsieux de Baiona. La coronació solemne de la reina va fer-se a l'abadia de Sant Denís el 5 de març de 1531, i després va ser rebuda amb entusiasme a París. Elionor va viure aïllada a la cort francesa, dedicada a l'oració i la lectura de la Bíblia, mentre el seu marit es lliurava a les seves amants.

## Retorn a Castella
En quedar vídua per segona vegada, el 1548 va abandonar França i es va reunir amb el seu germà, Carles V, incorporant-se a la seva cort a Flandes. Va estar present durant la convocatòria d'Estats Generals a Brussel·les, quan l'emperador va deixar els Països Baixos en mans del seu fill Felip i va renunciar les corones de Castella i d'Aragó, que va prosseguir amb l'abdicació de la corona imperial en el seu germà, Ferran.
El 1556 ella i el seu germà van embarcar-se rumb a Castella, i mentre Carles es va instal·lar al monestir de Yuste, Elionor va fixar la seva residència a Guadalajara i després va traslladar-se a Jarandilla de la Vera, des d'on va visitar diverses vegades al seu germà.

## Mort
Elionor va morir el 18 de febrer de 1558 a Talavera la Real, mentre tornava de visitar la seva filla, la infanta Maria de Portugal, duquessa de Viseu, a la qual va conèixer per primera vegada, i va intentar-la persuadir, sense èxit, que passés a viure amb ella a Castella.
Va ser enterrada originalment a l'església de Santa Maria de la Plaza de Mèrida. El 1574 Felip II va fer traslladar el seu cos al monestir de San Lorenzo del Escorial. El cos va arribar primer a Yuste, on va continuar el camí juntament amb el de l'emperador Carles V fins a arribar a El Escorial, on van ser enterrats provisionalment a l'església vella del monestir. El 1654 va ser traslladat de manera definitiva al Panteó d'Infants. La seva tomba és a la novena cambra sepulcral. A la làpida hi resa HELEONORA, GALLIARVM REGINA i el seu epitafi és Domine, dabis pacem nobis (traduït en català «Senyor, tu ens donaràs la pau»), que té el seu origen en una frase del llibre d'Isaïes de la Bíblia.